# John Kirk (cầu thủ bóng đá, sinh năm 1922)
John Francis Kirk (7 tháng 2 năm 1922 - sau năm 1951) là một cầu thủ bóng đá người Anh có 31 lần ra sân ở Football League thi đấu ở vị trí tiền đạo cánh cho Darlington trong thập niên 1950. Ông từng đầu quân cho Nottingham Forest, nhưng chưa bao giờ đại diện thi đấu League, và tiếp tục thi đấu bóng đá non-league cho Kidderminster Harriers.